# Stitches (lied)
"Stitches" is een single van de Canadese zanger Shawn Mendes van zijn debuutalbum Handwritten. De single werd op 16 maart 2015 uitgegeven door Island Records en op 16 mei 2015 werd "Stitches" voor het eerst gedraaid op de Amerikaanse radio. 

## Achtergrondinformatie
De single werd zijn eerste top 10-hit in de Verenigde Staten met als piekpositie op de vierde plek. Daarnaast behaalde de single ook een plek binnen de top tien in Australië, Duitsland, Engeland, Ierland, Nederland en Nieuw-Zeeland.
"Stitches" werd genomineerd voor Choice Music Single: Male Artist tijdens het Teen Choice Awards in 2015.

## Hitnoteringen

### Nederlandse Top 40
| Hitnotering: 24-06-2015 t/m 09-04-2016 | Hitnotering: 24-06-2015 t/m 09-04-2016 | Hitnotering: 24-06-2015 t/m 09-04-2016 | Hitnotering: 24-06-2015 t/m 09-04-2016 | Hitnotering: 24-06-2015 t/m 09-04-2016 | Hitnotering: 24-06-2015 t/m 09-04-2016 | Hitnotering: 24-06-2015 t/m 09-04-2016 | Hitnotering: 24-06-2015 t/m 09-04-2016 | Hitnotering: 24-06-2015 t/m 09-04-2016 | Hitnotering: 24-06-2015 t/m 09-04-2016 | Hitnotering: 24-06-2015 t/m 09-04-2016 | Hitnotering: 24-06-2015 t/m 09-04-2016 | Hitnotering: 24-06-2015 t/m 09-04-2016 | Hitnotering: 24-06-2015 t/m 09-04-2016 |
| Week:                                  | 1                                      | 2                                      | 3                                      | 4                                      | 5                                      | 6                                      | 7                                      | 8                                      | 9                                      | 10                                     | 11                                     | 12                                     | 13                                     |
| -------------------------------------- | -------------------------------------- | -------------------------------------- | -------------------------------------- | -------------------------------------- | -------------------------------------- | -------------------------------------- | -------------------------------------- | -------------------------------------- | -------------------------------------- | -------------------------------------- | -------------------------------------- | -------------------------------------- | -------------------------------------- |
| Positie:                               | 26                                     | 12                                     | 7                                      | 5                                      | 5                                      | 4                                      | 4                                      | 4                                      | 6                                      | 5                                      | 6                                      | 7                                      | 6                                      |
| Week:                                  | 14                                     | 15                                     | 16                                     | 17                                     | 18                                     | 19                                     | 20                                     | 21                                     | 22                                     | 23                                     | 24                                     | 25                                     |                                        |
| Positie:                               | 5                                      | 6                                      | 6                                      | 8                                      | 9                                      | 13                                     | 14                                     | 18                                     | 19                                     | 22                                     | 32                                     | 35                                     | uit                                    |

### NederlandseSingle Top 100
| Hitnotering: 26-06-2015 t/m | Hitnotering: 26-06-2015 t/m | Hitnotering: 26-06-2015 t/m | Hitnotering: 26-06-2015 t/m | Hitnotering: 26-06-2015 t/m | Hitnotering: 26-06-2015 t/m | Hitnotering: 26-06-2015 t/m | Hitnotering: 26-06-2015 t/m | Hitnotering: 26-06-2015 t/m | Hitnotering: 26-06-2015 t/m | Hitnotering: 26-06-2015 t/m | Hitnotering: 26-06-2015 t/m | Hitnotering: 26-06-2015 t/m | Hitnotering: 26-06-2015 t/m | Hitnotering: 26-06-2015 t/m | Hitnotering: 26-06-2015 t/m | Hitnotering: 26-06-2015 t/m | Hitnotering: 26-06-2015 t/m | Hitnotering: 26-06-2015 t/m | Hitnotering: 26-06-2015 t/m | Hitnotering: 26-06-2015 t/m |
| Week:                       | 1                           | 2                           | 3                           | 4                           | 5                           | 6                           | 7                           | 8                           | 9                           | 10                          | 11                          | 12                          | 13                          | 14                          | 15                          | 16                          | 17                          | 18                          | 19                          | 20                          |
| --------------------------- | --------------------------- | --------------------------- | --------------------------- | --------------------------- | --------------------------- | --------------------------- | --------------------------- | --------------------------- | --------------------------- | --------------------------- | --------------------------- | --------------------------- | --------------------------- | --------------------------- | --------------------------- | --------------------------- | --------------------------- | --------------------------- | --------------------------- | --------------------------- |
| Positie:                    | 87                          | 57                          | 45                          | 30                          | 21                          | 9                           | 5                           | 5                           | 6                           | 5                           | 5                           | 5                           | 6                           | 8                           | 8                           | 6                           | 6                           | 7                           | 6                           | 10                          |
| Week:                       | 21                          | 22                          | 23                          | 24                          | 25                          | 26                          | 27                          | 28                          | 29                          | 30                          | 31                          | 32                          | 33                          | 34                          | 35                          | 36                          | 37                          | 38                          | 39                          | 40                          |
| Positie:                    | 10                          | 17                          | 15                          | 15                          | 16                          | 20                          | 23                          | 29                          | 31                          | 34                          | 38                          | 39                          | 53                          | 55                          | 60                          | 70                          | 78                          | 76                          | 79                          | 91                          |

### 3FM Mega Top 50
| Hitnotering: 17-10-2015 t/m 07-05-2016 | Hitnotering: 17-10-2015 t/m 07-05-2016 | Hitnotering: 17-10-2015 t/m 07-05-2016 | Hitnotering: 17-10-2015 t/m 07-05-2016 | Hitnotering: 17-10-2015 t/m 07-05-2016 | Hitnotering: 17-10-2015 t/m 07-05-2016 | Hitnotering: 17-10-2015 t/m 07-05-2016 | Hitnotering: 17-10-2015 t/m 07-05-2016 | Hitnotering: 17-10-2015 t/m 07-05-2016 | Hitnotering: 17-10-2015 t/m 07-05-2016 | Hitnotering: 17-10-2015 t/m 07-05-2016 | Hitnotering: 17-10-2015 t/m 07-05-2016 | Hitnotering: 17-10-2015 t/m 07-05-2016 | Hitnotering: 17-10-2015 t/m 07-05-2016 | Hitnotering: 17-10-2015 t/m 07-05-2016 | Hitnotering: 17-10-2015 t/m 07-05-2016 |
| Week:                                  | 1                                      | 2                                      | 3                                      | 4                                      | 5                                      | 6                                      | 7                                      | 8                                      | 9                                      | 10                                     | 11                                     | 12                                     | 13                                     | 14                                     | 15                                     |
| -------------------------------------- | -------------------------------------- | -------------------------------------- | -------------------------------------- | -------------------------------------- | -------------------------------------- | -------------------------------------- | -------------------------------------- | -------------------------------------- | -------------------------------------- | -------------------------------------- | -------------------------------------- | -------------------------------------- | -------------------------------------- | -------------------------------------- | -------------------------------------- |
| Positie:                               | 43                                     | 18                                     | 5                                      | 4                                      | 6                                      | 6                                      | 5                                      | 5                                      | 5                                      | 5                                      | 6                                      | 7                                      | 6                                      | 6                                      | 5                                      |
| Week:                                  | 16                                     | 17                                     | 18                                     | 19                                     | 20                                     | 21                                     | 22                                     | 23                                     | 24                                     | 25                                     | 26                                     | 27                                     | 28                                     |                                        |                                        |
| Positie:                               | 6                                      | 8                                      | 9                                      | 9                                      | 17                                     | 18                                     | 23                                     | 23                                     | 29                                     | 39                                     | 41                                     | 42                                     | 46                                     | uit                                    |                                        |

### NPO Radio 2 Top 2000
| Nummer met noteringen in de NPO Radio 2 Top 2000 | '15  | '16  | '17  | '18  |
| ------------------------------------------------ | ---- | ---- | ---- | ---- |
| Stitches                                         | 1858 | 1019 | 1768 | 1769 |

1. ↑  Een vetgedrukt getal geeft de hoogste notering aan.
2. ↑  2015 was het eerste jaar met een notering voor dit nummer.
3. ↑  Deze tabel is bijgewerkt tot en met de laatste editie (2024).